# Alexandra Barreto
Alexandra Barreto (nascida em Staten Island, Nova York) é uma atriz americana, de ascendência italiana e porto-riquenha, que estrelou em 2006 a série de televisão Pepper Dennis com o ator Rider Strong e Rebecca Romijn e no filme de terror Tooth and Nail.
Ela tem um irmão e duas irmãs.

## Biografia

### Carreira
Alexandra já apareceu em vários filmes como Quitters, Blood Makes Me, Ghost Game, La Torcedura, Exposed, Beautiful, Woman On Fire, Farewell Collette, e Disney's The Kid. Suas apareções na televisão incluem nove episódios do drama policial de TV The District e cinco episódios de The American Family.
Em 2010 participou da série House MD interpretando Cheryl no Episódio "Coração Valente".
Em 2008, Alexandra participou de um comercial de televisão para a campanha presidencial de Barack Obama, intitulado "It Could Happen To You" juntamente com os atores Rider Strong e Shiloh Strong. O comercial ganhou o concurso MoveOn.org para o anúncio mais engraçado e foi ao ar na Comedy Central.
Alexandra tem os próximos papéis em "The Outside" e "VideoDome Rent-O-Rama".

## Televisão
- House MD - 6ª temporada no episódio "Coração Valente"
- Resurrection Blvd - Carmen De La Cruz
- Crossing Jordan - Anastasia
- American Family - Young Berta
- The Twilight Zone - Maria Hernandez
- The District - Maria Rodriguez
- Cold Case - Anna Vizcaino
- Summerland - Isabel Luna
- Sex, Love & Secrets - Victoria
- CSI: NY - Linda Cortez
- Pepper Dennis - Blanca Martinez
- Pushing Daisies - Veronica Villanueva
- Dark Blue - Marcella Vasquez